# Besa Mumba
Pour les articles homonymes, voir Mumba.
Besa Mumba, née le 9 décembre 1996, est une pilote zambienne. Elle est actuellement la plus jeune femme pilote commerciale en Zambie et en Afrique,,,,,.

## Jeunesse
Besa Mumba naît le 9 décembre 1996 à Lusaka. Elle commence sa scolarité en 1999 à l'école primaire Sunshine. Avant de suivre une formation au pilotage en Afrique du Sud, elle fait ses études secondaires à St Mary's,.

## Carrière
Elle se forme à la South African Flight Training Academy à Heidelberg où elle reçoit sa licence de pilote privé après deux ans en 2015. Après une formation supplémentaire chez SIMU Flight à Pretoria, elle obtient sa licence de pilote commercial en juillet 2015. Elle rejoint ensuite Proflight Zambia, en 2016, où elle travaille actuellement en tant que premier officier,,,,.